# Kazumi Ōta
Kazumi Ōta, japanska 太田和美 (Ōta Kazumi), född 28 augusti 1979 i Kashiwa, är en japansk politiker som sedan 2021 är borgmästare i Kashiwa.
Ota valdes in i Chibas prefekturförsamling 2005 och valdes år 2006 in i Japans underhus i samband med ett fyllnadsval. Hon var då kopplad till Demokratiska partiet. Hon förlorade sin plats i valet 2012, återvaldes 2014 och förlorade igen 2017. År 2017 hade hon anslutit sig till Hoppets parti, men detta parti upplöstes året därpå.
År 2021 meddelade Kashiwas dåvarande borgmästare Hiroyasu Akiyama att han inte skulle ställa upp i detta års var, varpå Ōta gav upp planerna på att återvända till Japans parlament för att istället blir borgmästare i Chiba. Hon vann valet den 31 oktober med 33,05 procent av rösterna, några procent mer än LDP:s kandidat, och tillträdde den 21 november 2021.